# Catenaten

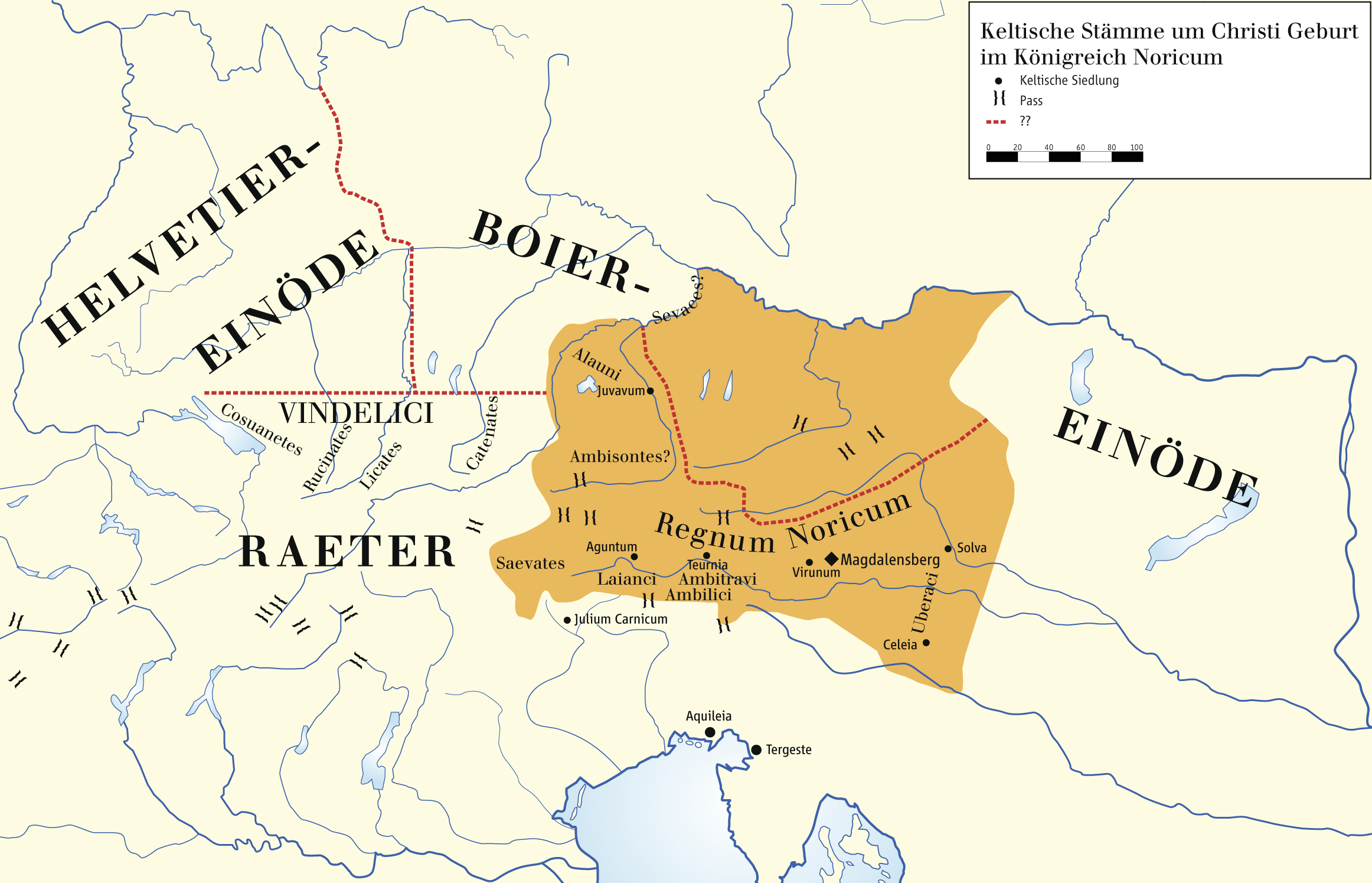
Keltische Stämme im Voralpenland um Christi Geburt (Catenates rechts von den Vindelici)

Die Catenaten oder Katenaten (lateinisch Catenates) waren ein keltischer Stamm, der möglicherweise zu den Vindelikern gezählt werden kann. Das römische Siegesdenkmal Tropaeum Alpium für die augusteischen Alpenfeldzüge beim heutigen La Turbie in den Seealpen nennt die Catenates im (unsicheren) Zusammenhang mit den dort erwähnten „Vindelicorum gentes quattuor“. Die Lage ihres Stammesgebietes konnte bisher nicht lokalisiert werden, doch dürften sie, falls die Zuordnung zu den Vindelikern stimmt, im Alpenvorland, in der späteren römischen Provinz Raetia, gesiedelt haben. Ihr Name könnte mit dem keltischen Wort *catu- („Kampf“, „bewaffnete Schar“) zusammenhängen.
Nur bei Strabon (Geographika 4,6,8) wird der Stamm der Clautonatii (griechisch Κλαυτονάτιοι) als vindelicischer Stamm erwähnt, der sonst nicht bekannt ist. Eventuell handelt es sich um eine Namensvariation oder Fehlschreibung für Catenates. Helmut Birkhan vermutet hier einen Zusammenhang mit dem althochdeutschen Wort hlōd („Ruhm“).